# NK News
NK News è un giornale on-line che fornisce su abbonamento notizie ed analisi sulla Corea del Nord in lingua inglese. Fondato nel 2011, ha sede a Seul (in Corea del Sud) con giornalisti provenienti anche dagli Stati Uniti d'America e dal Regno Unito.

## Copertura mediatica
Le notizie riportate dal giornale si basano su informazioni raccolte da fonti nazionali, visitatori occidentali recentemente tornati dalla Corea del Nord, storie archiviate dalla Korean Central News Agency, interviste con disertori e rapporti pubblicati da ONG e governi occidentali. Il fondatore e amministratore delegato del sito è Chad O'Carroll, un ex dipendente del German Marshall Fund che ha trattato notizie sulla Corea del Nord anche per il Daily Telegraph.